# Gottfried Schardius
Gottfried Schardius (* 1621 in Berlin; † 1667 in Elterlein) war Konsistorialrat und Bürgermeister von Berlin im 17. Jahrhundert.
Die Familie Schardius oder Scharden, wie sie sich ursprünglich nannte, kam aus Magdeburg nach Berlin. Levin Schardius' Vater, Johannes Schardius (1589–1661), verheiratet mit Maria Füssel, Tochter des ersten reformierten Dompredigers zu Cölln, Martin Füsselius (1571–1626), war Protonotar am Kammergericht in Berlin. Gottfried Schardius absolvierte ein Jurastudium an der Albertina in Königsberg, der Viadrina in Frankfurt (Oder) und 1641 in Franeker. Danach wurde er Kurfürstlich Brandenburgischer Jagdrat und Protonotar. 1661 erbte er das von seinem Vater 1650 erworbene Haus an der Langen Brücke, Georgenstraße (heute Rathausstraße)/Ecke Burgstraße. 1665 wurde er zum Bürgermeister Berlins gewählt und war damit der erste reformierte Amtsinhaber, er starb aber bereits 1667. In seiner Leichenpredigt wurde er mit wohledel, großachtbar und hochgelehrt tituliert. Er war  mit Katharina Weiler (1624–1680) verheiratet und hatte mehrere Kinder.